# جلم ماء كابي
رغَّاء قطبي أو جلم ماء كابي (الاسم العلمي: Daption  capense) (بالإنجليزية: Cape  Petrel)‏ هو طائر ينتمي إلى طيور بترل (فصيلة: Procellariidae).

## معرض صور

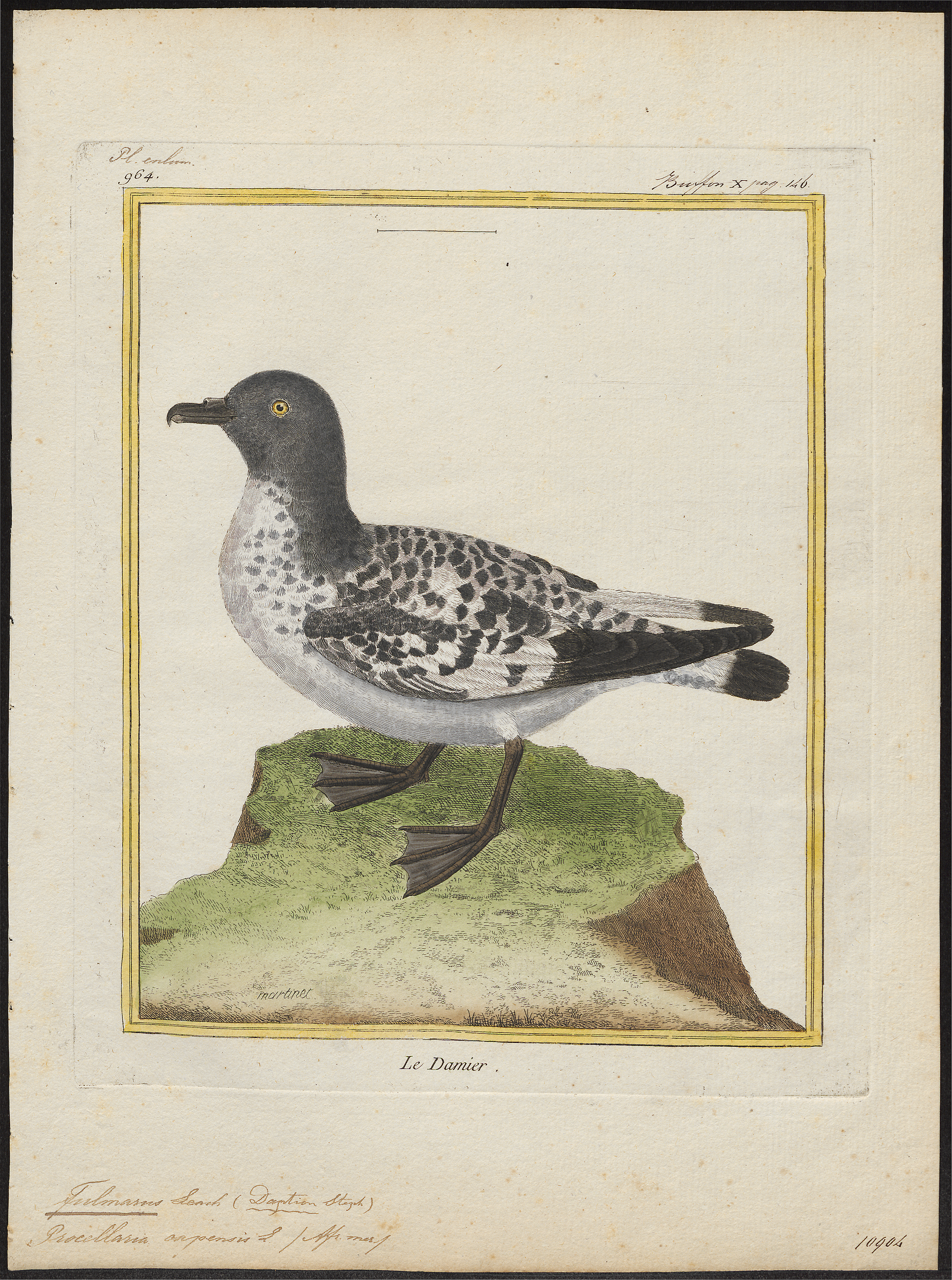
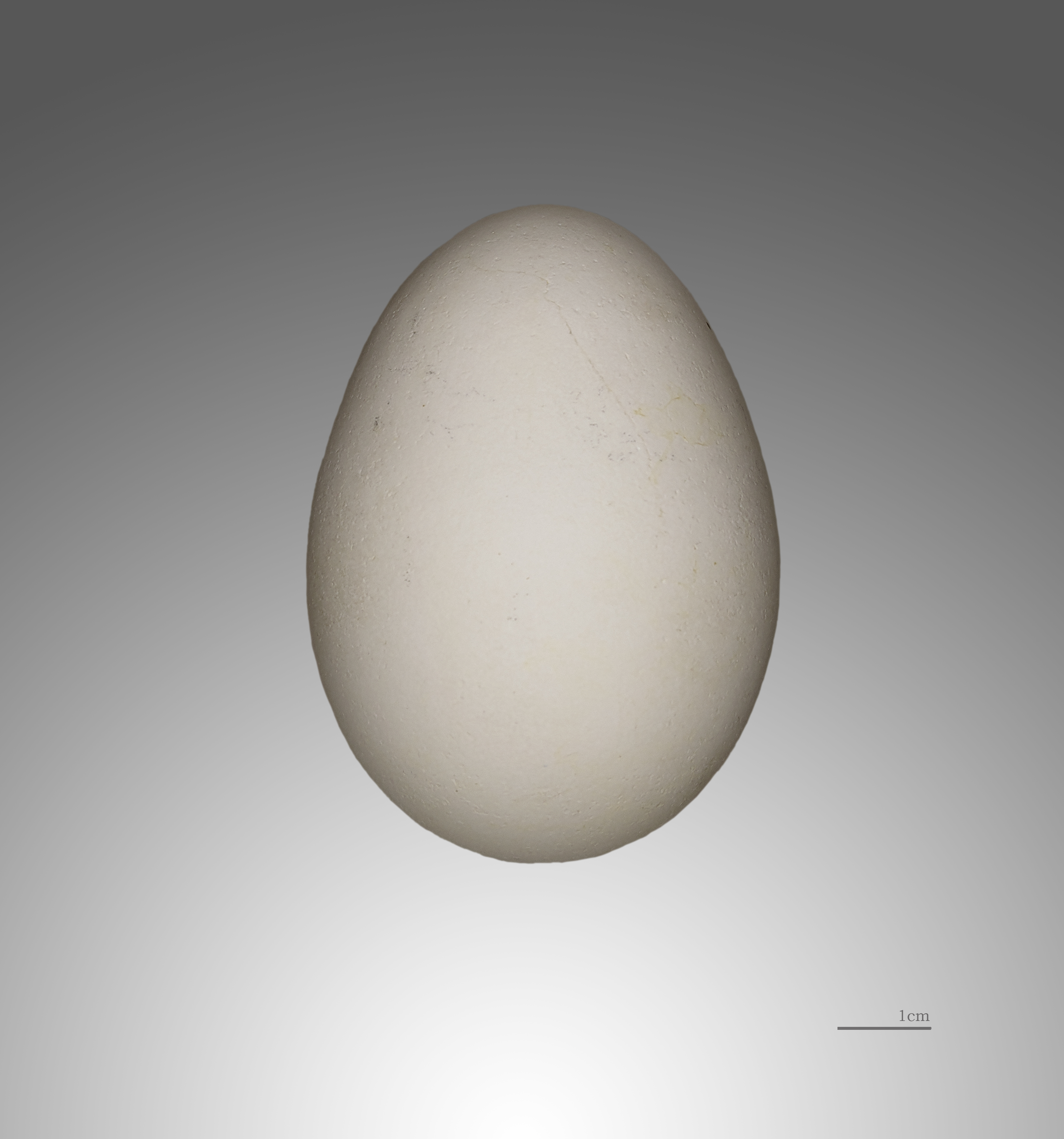
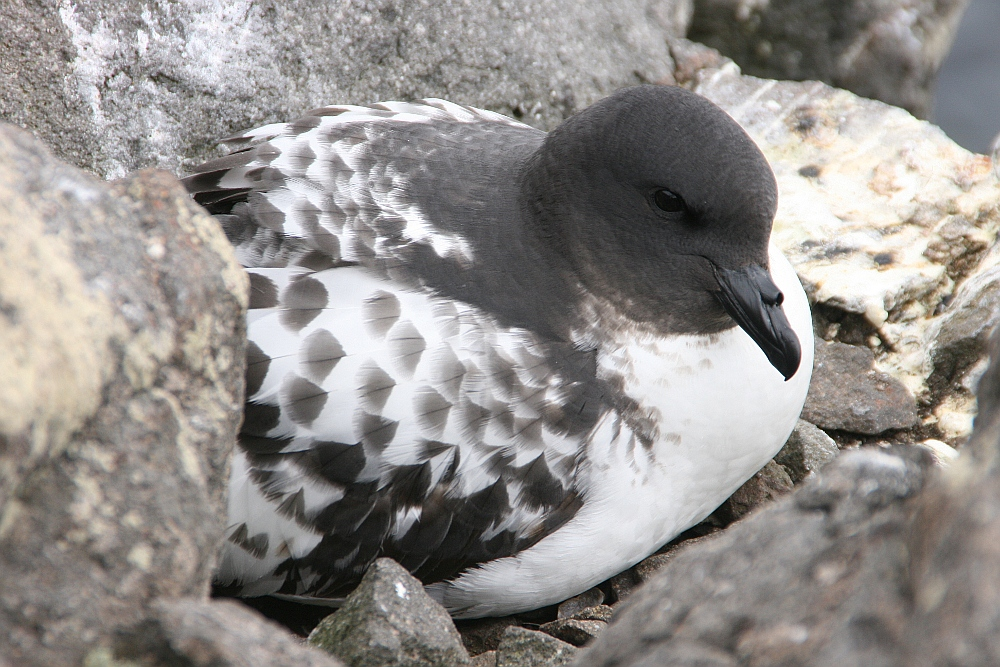
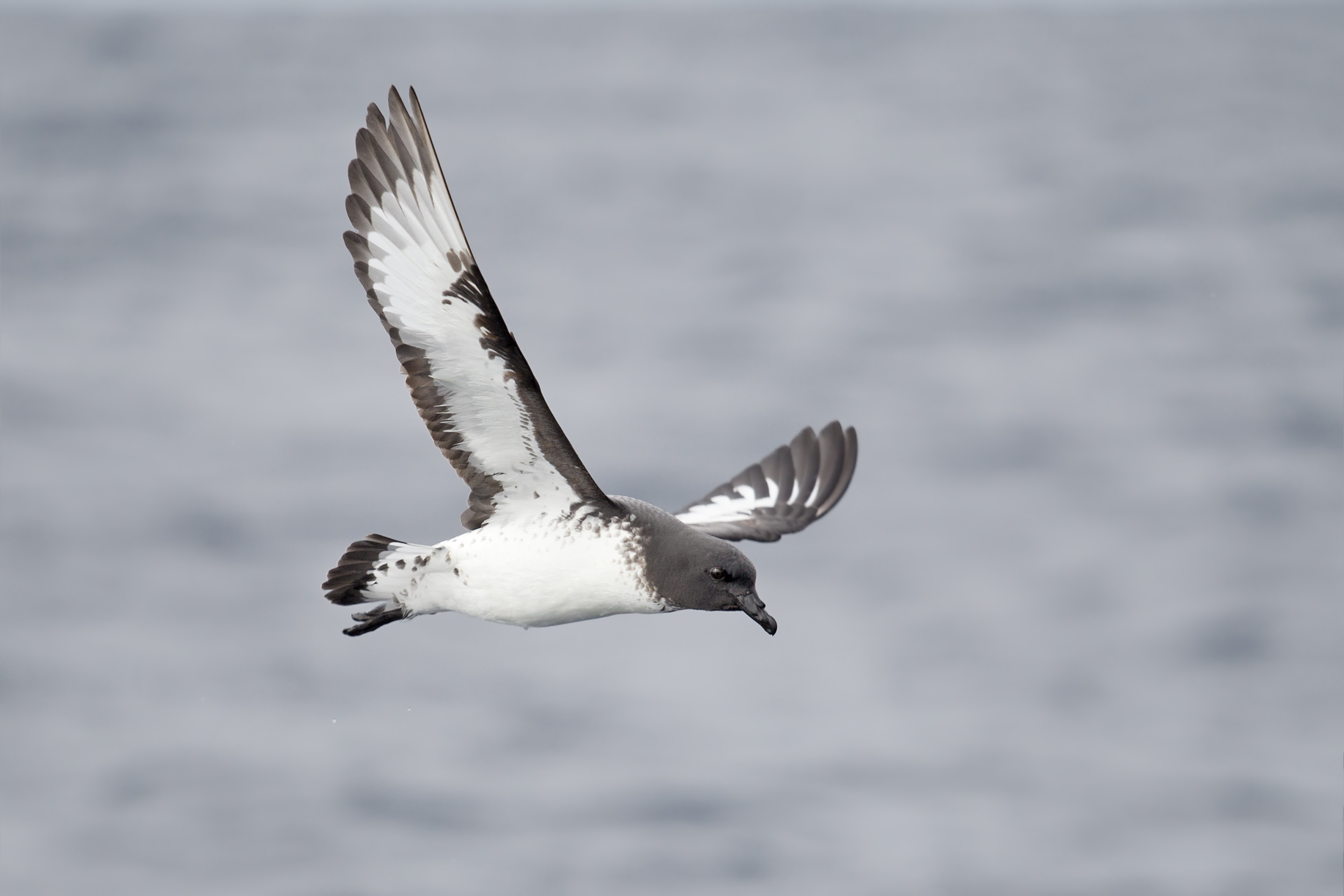